# Alexandre Yikyi Bazié
Alexandre Yikyi Bazié (* 17. August 1960 in Ténado) ist ein burkinischer römisch-katholischer Geistlicher und Weihbischof in Koudougou.

## Leben
Alexandre Yikyi Bazié empfing am 19. Juli 1987 das Sakrament der Priesterweihe.
Am 25. März 2019 ernannte ihn Papst Franziskus zum Titularbischof von Gummi in Byzacena und zum Weihbischof in Koudougou. Der Bischof von Koudougou, Joachim Ouédraogo, spendete ihm am 29. Juni desselben Jahres die Bischofsweihe; Mitkonsekratoren waren der Bischof von Ouahigouya, Justin Kientega, und der Erzbischof von Bobo-Dioulasso, Paul Yemboaro Ouédraogo.